# イヴァン・ニーベン

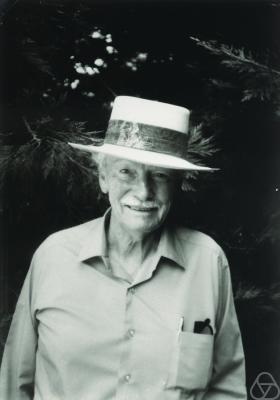
イヴァン・ニーベン

イヴァン・ニーベン（Ivan Morton Niven、1915年10月25日 - 1999年5月9日）は、カナダ系アメリカ人の数学者で専門は数論である。

## 経歴
ブリティッシュコロンビア大学で大学生活を過ごし、1938年にシカゴ大学で博士号を取得した。1947年から引退する1981年まではオレゴン大学で研究を行った。1981年にはオレゴン大学よりチャールズ・ジョンソン賞を受けた。
1944年にニーベンはウェアリングの問題に関する重要な結果を与えた。1770年にウェアリングによって予想されたこの問題は、全ての自然数 k ≥ 2 に対して「全ての自然数は s 個の非負の k 乗数の和で表される」という性質を満たす整数 s が存在するかというものである。1909年にダフィット・ヒルベルトがこのような整数 s の存在を示していたが、ニーベンは有限個を除く全ての k に対し、対応する s の値を評価した。
1947年には、円周率の無理性の初等的な証明を発表した。この証明は微分積分学の知識のみを用いるもので、エルデシュのいう「天書」(The BOOK) に載っているとされるほど簡潔である。
1983年から1994年までアメリカ数学協会の会長を務め、1989年には同会より殊勲賞を受賞した。
1999年にオレゴン州のユージーンで亡くなった。
ハーシャッド数の別名のニーベン数や、素因数分解の性質に関するニーベン定数は、彼にちなんで2000年に名づけられた。また1998年に発見された12513番の小惑星ニーベンにも彼の名が冠されている。